# Bielawy (powiat włocławski)
Bielawy – wieś w Polsce położona w województwie kujawsko-pomorskim, w powiecie włocławskim, w gminie Lubraniec.
W latach 1954–1959 wieś należała i była siedzibą władz gromady Bielawy, po jej zniesieniu w gromadzie Lubraniec. W latach 1975–1998 miejscowość należała administracyjnie do województwa włocławskiego. Według Narodowego Spisu Powszechnego (III 2011 r.) liczyła 86 mieszkańców. Jest 35. co do wielkości miejscowością gminy Lubraniec.